# Copa Cuadrangular Sudamericano Televisión Pública
La Copa Cuadrangular Sudamericano Televisión Pública 2008 de Básquetbol. Se juego en una sede fija (Corrientes, Argentina) con un total de 4 equipos participantes de (Regatas Ctes. de Argentina, Sol de América de Paraguay, Malvín de Uruguay y Deportivo Táchira de Venezuela). Fue presentado en Buenos Aires en el mes de febrero de 2008. La Copa la obtenía el equipo ganador del Grupo C de la XII Liga Sudamericana de Clubes.

## Campeón
- Campeón: Regatas Corrientes.[1]

## Posiciones
| Equipo             | Pts | PJ | PG | PP | DP  |
| ------------------ | --- | -- | -- | -- | --- |
| Regatas Corrientes | 6   | 3  | 3  | 0  | +50 |
| Deportivo Táchira  | 5   | 3  | 2  | 1  | -19 |
| Sol de América     | 4   | 3  | 1  | 2  | -2  |
| Malvin             | 3   | 3  | 0  | 3  | -29 |

## Partidos
| Fecha                 | Hora² | Partido¹           | Partido¹ | Partido¹          |
| --------------------- | ----- | ------------------ | -------- | ----------------- |
| 29 de febrero de 2008 | 21:00 | Deportivo Táchira  | 66 - 61  | Malvin            |
| 29 de febrero de 2008 | 23:10 | Regatas Corrientes | 96 - 76  | Sol de América    |
| 1 de marzo de 2008    | 20:00 | Deportivo Táchira  | 80 - 76  | Sol de América    |
| 1 de marzo de 2008    | 22:10 | Regatas Corrientes | 79 - 77  | Malvin            |
| 2 de marzo de 2008    | 20:00 | Sol de América     | 92 - 70  | Malvin            |
| 2 de marzo de 2008    | 22:10 | Regatas Corrientes | 88 - 60  | Deportivo Táchira |

- (¹) -  Todos en Corrientes, Argentina
- (²) -  Hora local de Corrientes (UTC -3)